# جید بیلی (بازیکن فوتبال)
جید بیلی (انگلیسی: Jade Bailey؛ زادهٔ ۱۱ نوامبر ۱۹۹۵) بازیکن فوتبال اهل بریتانیا است.
از باشگاه‌هایی که در آن بازی کرده‌است می‌توان به باشگاه فوتبال آرسنال، باشگاه فوتبال زنان لیورپول، و باشگاه فوتبال زنان چلسی اشاره کرد.
وی همچنین در تیم‌های ملی فوتبال England women's national under-17 football team و England women's national under-20 football team بازی کرده‌است.